# 托普奇伊夫卡
51°14′3″N 31°14′11″E / 51.23417°N 31.23639°E
托普奇伊夫卡（烏克蘭語：Топчіївка），是烏克蘭北部切爾尼希夫州切爾尼希夫區奥利希夫卡市镇的村落.始建於1669年，面積3.21平方公里，海拔高度115米，2001年人口335，人口密度每平方公里104.5人。